# Ле-Теєль
Ле-Теє́ль (фр. Le Teilleul) — муніципалітет у Франції, у регіоні Нормандія, департамент Манш. Населення — 1677 осіб (01.01.2021).
Муніципалітет розташований на відстані близько 240 км на захід від Парижа, 85 км на південний захід від Кана, 70 км на південь від Сен-Ло.

## Історія
До 2015 року муніципалітет перебував у складі регіону Нижня Нормандія. Від 1 січня 2016 року належить до нового об'єднаного регіону Нормандія.
1 січня 2016 року до Ле-Теєль приєднали колишні муніципалітети Феррієр, Ессе, Юссон і Сент-Марі-дю-Буа.

## Демографія
Динаміка населення (EHESS і Insee ):
Розподіл населення за віком та статтю (2006):
| Стать | Всього | До 15 років | 15-24 | 25-44 | 45-64 | 65-85 | Понад 85 |
| --- | ------ | ----------- | ----- | ----- | ----- | ----- | -------- |
| Чоловіки | 600    | 80          | 36    | 152   | 160   | 148   | 24       |
| Жінки | 701    | 116         | 36    | 136   | 140   | 225   | 48       |
| \| Статево-вікова піраміда \| Статево-вікова піраміда \| Статево-вікова піраміда \| \| ----------------------- \| ----------------------- \| ----------------------- \| \| Чоловіки \| Вік \| Жінки \| \| 24 \| 85 + \| 48 \| \| 32 \| 80-84 \| 40 \| \| 44 \| 75-79 \| 56 \| \| 44 \| 70-74 \| 64 \| \| 28 \| 65-69 \| 65 \| \| 28 \| 60-64 \| 24 \| \| 56 \| 55-59 \| 44 \| \| 32 \| 50-54 \| 48 \| \| 44 \| 45-49 \| 24 \| \| 52 \| 40-44 \| 32 \| \| 32 \| 35-39 \| 32 \| \| 40 \| 30-34 \| 48 \| \| 28 \| 25-29 \| 24 \| \| 16 \| 20-24 \| 20 \| \| 20 \| 15-20 \| 16 \| \| 20 \| 10-14 \| 36 \| \| 28 \| 5-9 \| 44 \| \| 32 \| 0-4 \| 36 \| |        |             |       |       |       |       |          |
| Статево-вікова піраміда |        |             |       |       |       |       |          |
| Чоловіки | Вік    | Жінки       |       |       |       |       |          |
| 24 | 85 +   | 48          |       |       |       |       |          |
| 32 | 80-84  | 40          |       |       |       |       |          |
| 44 | 75-79  | 56          |       |       |       |       |          |
| 44 | 70-74  | 64          |       |       |       |       |          |
| 28 | 65-69  | 65          |       |       |       |       |          |
| 28 | 60-64  | 24          |       |       |       |       |          |
| 56 | 55-59  | 44          |       |       |       |       |          |
| 32 | 50-54  | 48          |       |       |       |       |          |
| 44 | 45-49  | 24          |       |       |       |       |          |
| 52 | 40-44  | 32          |       |       |       |       |          |
| 32 | 35-39  | 32          |       |       |       |       |          |
| 40 | 30-34  | 48          |       |       |       |       |          |
| 28 | 25-29  | 24          |       |       |       |       |          |
| 16 | 20-24  | 20          |       |       |       |       |          |
| 20 | 15-20  | 16          |       |       |       |       |          |
| 20 | 10-14  | 36          |       |       |       |       |          |
| 28 | 5-9    | 44          |       |       |       |       |          |
| 32 | 0-4    | 36          |       |       |       |       |          |

## Економіка
2010 року серед 658 осіб працездатного віку (15—64 років) 472 були активними, 186 — неактивними (показник активності 71,7%, у 1999 році було 70,8%). З 472 активних мешканців працювало 435 осіб (251 чоловік та 184 жінки), безробітними було 37 (12 чоловіків та 25 жінок). Серед 186 неактивних 35 осіб було учнями чи студентами, 110 — пенсіонерами, 41 була неактивною з інших причин.

У 2010 році в муніципалітеті числилось 588 оподаткованих домогосподарств, у яких проживали 1269,0 особи, медіана доходів виносила 14 827 євро на одного особоспоживача